# Tibor Radó
Pour les articles homonymes, voir Rado.
Tibor Radó, né le 2 juin 1895 à Budapest et décédé le 29 décembre 1965 à New Smyrna Beach, est un mathématicien hongrois, émigré aux États-Unis après la Première Guerre mondiale.

## Biographie
Il a étudié entre 1913 et 1915 à l'université de Budapest. Pendant la Première Guerre mondiale, devenu premier lieutenant de l'armée hongroise, il fut capturé au Front de l'Est. Il s'échappa d'un goulag de Sibérie et, au bout de plusieurs milliers de kilomètres à travers le désert arctique, réussit à retourner en Hongrie.
Docteur de l'université de Szeged en 1923, il y enseigna brièvement puis devint chercheur à la Fondation Rockefeller en Allemagne. En 1929, il émigra aux États-Unis et donna des cours à l'université Harvard et à l'université Rice, avant d'obtenir un poste au département de mathématiques de l'Université d'État de l'Ohio en 1930. En 1935 il reçut la nationalité américaine.
Dans les années 1920, il démontra que les surfaces vérifient la Hauptvermutung (en), c'est-à-dire que leur triangulation est essentiellement unique.
Radó résolut le problème de Plateau en 1933 et publia en 1935 sur les fonctions sous-harmoniques.
Pendant la Seconde Guerre mondiale, il interrompit sa carrière universitaire pour être consultant scientifique du gouvernement américain.
Il devint directeur du département de mathématiques de l'Université d'État de l'Ohio en 1948.
Pendant ses dix dernières années, il concentra ses recherches sur l'informatique théorique et en mai 1962, il publia dans le Bell System Technical Journal l'un de ses résultats les plus connus, sur la fonction du castor affairé et sa non calculabilité.